# Sängerkrieg
Sängerkrieg je studiové album od německé kapely In Extremo.

## Seznam skladeb
1. „Sieben Köche“ - 2:56
2. „Sängerkrieg“ - 3:56
3. „Neues Glück“ - 3:25
4. „En Esta Noche“ - 4:02
5. „Mein Sehnen“ - 4:12
6. „Flaschenpost“ - 4:05
7. „Requiem“ - 3:58
8. „Frei Zu Sein“ - 3:35
9. „Zauberspruch“ - 4:06
10. „In Diesem Licht“ - 4:45
11. „Tanz Mit Mir“ - 4:07
12. „An End Has A Start“ - 3:53
13. „Mein Liebster Feind“ - 4:11
14. „Auf's Leben“ - 4:19